# Lekkoatletyka na Letnich Igrzyskach Olimpijskich 1972 – sztafeta 4 × 100 m mężczyzn
Sztafetę 4 × 100 metrów mężczyzn podczas XX Letnich Igrzysk Olimpijskich w Monachium rozegrano  9 (eliminacje i półfinały) i 10 września 1972 (finał) na Stadionie Olimpijskim. Zwycięzcą została sztafeta Stanów Zjednoczonych, która biegła w składzie: Larry Black, Robert Taylor, Gerald Tinker i Edward Hart. Ustanowiła ona w finale rekord świata z wynikiem 38,19 s.

## Rekordy
|                   | Reprezentacja     | Zawodnicy                                                  | Czas  | Data                      | Miejsce |
| ----------------- | ----------------- | ---------------------------------------------------------- | ----- | ------------------------- | ------- |
| Rekord świata     | Stany Zjednoczone | Charles Greene, Melvin Pender, Ronnie Ray Smith, Jim Hines | 38,24 | 20 października 1968(dts) | Meksyk  |
| Rekord olimpijski | Stany Zjednoczone | Charles Greene, Melvin Pender, Ronnie Ray Smith, Jim Hines | 38,24 | 20 października 1968(dts) | Meksyk  |

## Wyniki
| Poz. - pozycja |
| – rekord świata \| – rekord krajowy \| – rekord życiowy \| = – wyrównany rekord życiowy \| · – najlepszy wynik w sezonie \| = – wyrównany najlepszy wynik w sezonie \| – rekord olimpijski |
| Fn – falstart \| DNF – nie ukończyła \| DNS – nie wystartowała \| DSQ – zdyskwalifikowana                                                                                                  |

### Eliminacje
27 sztafet przystąpiło do biegów eliminacyjnych. Rozegrano cztery biegi. Do półfinałów awansowały po cztery najlepsze sztafety w każdym biegu (Q).

#### Bieg 1
| Poz. | Państwo          | Zawodnicy                                                                            | Rezultat | Uwagi |
| ---- | ---------------- | ------------------------------------------------------------------------------------ | -------- | ----- |
| 1    | ZSRR             | Aleksandr Kornieluk, Uładzimir Ławiecki, Juris Silovs, Wałerij Borzow                | 39,15    | Q     |
| 2    | RFN              | Jobst Hirscht, Karlheinz Klotz, Gerhard Wucherer, Klaus Ehl                          | 39,17    | Q     |
| 3    | NRD              | Manfred Kokot, Bernd Borth, Hans-Jürgen Bombach, Siegfried Schenke                   | 39,17    | Q     |
| 4    | Austria          | Georg Regner, Axel Nepraunik, Gert Nöster, Helmut Lang                               | 40,49    | Q     |
| 5    | Portoryko        | Luis Alers, Guillermo González, Pedro Ferrer, Jorge Vizcarrondo                      | 41,34    |       |
| 6    | Arabia Saudyjska | Mohamed Jaman Al-Dosari, Mansour Al-Juaid, Bilal Said Al-Azma, Said Khalil Al-Dosari | 43,35    |       |
| –    | Kuwejt           | Abdul Aziz Abdul Kareem, Malik Murdhi, Muhammad Mubarak, Junus Abd Allah             | DNS      |       |
| –    | Pakistan         | Muhammad Younis, Norman Brinkworth, Muhammad Siddique, Nusrat Iqbal Sahi             | DNS      |       |

#### Bieg 2
| Poz. | Państwo                  | Zawodnicy                                                                       | Rezultat | Uwagi |
| ---- | ------------------------ | ------------------------------------------------------------------------------- | -------- | ----- |
| 1    | Francja                  | Patrick Bourbeillon, Jean-Pierre Grès, Gérard Fenouil, René Metz                | 39,01    | Q     |
| 2    | Czechosłowacja           | Jaroslav Matoušek, Juraj Demeč, Jiří Kynos, Luděk Bohman                        | 39,31    | Q     |
| 3    | Nigeria                  | Rex Bazunu, James Olakunle, Benedict Majekodunmi, Kola Abdulai                  | 39,66    | Q     |
| 4    | Wenezuela                | Humberto Galea, Félix Mata, Alberto Marchán, Jesús Rico                         | 39,74    | Q     |
| 5    | Wybrzeże Kości Słoniowej | Kouakou Komenan, Kouami N’Dri, Amadou Meïté, Gaoussou Koné                      | 39,81    |       |
| 6    | Madagaskar               | Jean-Louis Ravelomanantsoa, Alfred Rabenja, André Ralainasolo, Henri Rafaralahy | 40,58    |       |
| 7    | Tajwan                   | Lee Chung-ping, Su Wen-ho, Chen Chin-long, Chen Ming-chi                        | 41,78    |       |
| –    | Liberia                  | Andrew Sartee, Thomas Howe, Dominic Saidu, Thomas N’Ma                          | DNS      |       |

#### Bieg 3
| Poz. | Państwo           | Zawodnicy                                                                   | Rezultat | Uwagi |
| ---- | ----------------- | --------------------------------------------------------------------------- | -------- | ----- |
| 1    | Polska            | Stanisław Wagner, Tadeusz Cuch, Jerzy Czerbniak, Zenon Nowosz               | 39,11    | Q     |
| 2    | Ghana             | Ohene Karikari, James Addy, Sandy Osei-Agyemang, George Daniels             | 39,46    | Q     |
| 3    | Finlandia         | Antti Rajamäki, Raimo Vilén, Erik Gustafsson, Markku Juhola                 | 39,54    | Q     |
| 4    | Kuba              | José Triana, Juan Morales, Hermes Ramírez, Pablo Montes                     | 39,65    | Q     |
| 5    | Senegal           | Malang Mané, Christian Dorosario, Momar N’Dao, Barka Sy                     | 40,95    |       |
| 6    | Tajlandia         | Somsak Boontud, Surapong Ariyamongkol, Supanat Ariyamongkol, Anat Ratanapol | 41,43    |       |
| –    | Jamajka           | Michael Fray, Don Quarrie, Lennox Miller, Horace Levy                       | DNS      |       |
| –    | Trynidad i Tobago | Ainsely Armstrong, Rudy Reid, Bertram Lovell, Hasely Crawford               | DNS      |       |

#### Bieg 4
| Poz. | Państwo           | Zawodnicy                                                                 | Rezultat | Uwagi |
| ---- | ----------------- | ------------------------------------------------------------------------- | -------- | ----- |
| 1    | Stany Zjednoczone | Larry Black, Robert Taylor, Gerald Tinker, Edward Hart                    | 38,96    | Q     |
| 2    | Włochy            | Vincenzo Guerini, Ennio Preatoni, Luigi Benedetti, Pietro Mennea          | 39,29    | Q     |
| 3    | Wielka Brytania   | Berwyn Price, Don Halliday, Dave Dear, Brian Green                        | 39,63    | Q     |
| 4    | Kongo             | Antoine Nkounkou, Jean-Pierre Bassegela, Louis Nkanza, Théophile Nkounkou | 39,86    | Q     |
| 5    | Bahamy            | Danny Smith, Harry Lockhart, Walter Callander, Mike Sands                 | 40,48    |       |
| 6    | Tanzania          | Obedi Mwanga, Norman Chihota, Claver Kamanya, Hamad Ndee                  | 41,07    |       |
| –    | Etiopia           | Sisaye Feleke, Solomon Belaye, Kebede Bedasso, Egzi Gebre-Gebre           | DNF      |       |
| –    | Hiszpania         | José Luis Sánchez Paraíso, Manuel Carballo, Francisco García, Luis Sarría | DNF      |       |

### Półfinały
Rozegrano dwa biegi półfinałowe. Do finału awansowały po cztery najlepsze zespoły z każdego biegu.

#### Bieg 1
| Poz. | Państwo           | Zawodnicy                                                       | Rezultat | Uwagi |
| ---- | ----------------- | --------------------------------------------------------------- | -------- | ----- |
| 1    | Stany Zjednoczone | Larry Black, Robert Taylor, Gerald Tinker, Edward Hart          | 38,54    | Q     |
| 2    | RFN               | Jobst Hirscht, Karlheinz Klotz, Gerhard Wucherer, Klaus Ehl     | 38,86    | Q     |
| 3    | Polska            | Stanisław Wagner, Tadeusz Cuch, Jerzy Czerbniak, Zenon Nowosz   | 38,90    | Q     |
| 4    | Czechosłowacja    | Jaroslav Matoušek, Juraj Demeč, Jiří Kynos, Luděk Bohman        | 39,01    | Q     |
| 5    | Kuba              | José Triana, Juan Morales, Hermes Ramírez, Pablo Montes         | 39,04    |       |
| 6    | Nigeria           | Kola Abdulai, Rex Bazunu, James Olakunle, Timon Oyebami         | 39,73    |       |
| 7    | Ghana             | Ohene Karikari, James Addy, Sandy Osei-Agyemang, George Daniels | 39,99    |       |
| –    | Austria           | Georg Regner, Axel Nepraunik, Günther Würfel, Helmut Lang       | DSQ      |       |

#### Bieg 2
| Poz. | Państwo         | Zawodnicy                                                                 | Rezultat | Uwagi |
| ---- | --------------- | ------------------------------------------------------------------------- | -------- | ----- |
| 1    | Francja         | Patrick Bourbeillon, Jean-Pierre Grès, Gérard Fenouil, Bruno Cherrier     | 39,00    | Q     |
| 2    | ZSRR            | Aleksandr Kornieluk, Uładzimir Ławiecki, Juris Silovs, Wałerij Borzow     | 39,00    | Q     |
| 3    | NRD             | Manfred Kokot, Bernd Borth, Hans-Jürgen Bombach, Siegfried Schenke        | 39,06    | Q     |
| 4    | Włochy          | Vincenzo Guerini, Ennio Preatoni, Luigi Benedetti, Pietro Mennea          | 39,21    | Q     |
| 5    | Finlandia       | Antti Rajamäki, Raimo Vilén, Erik Gustafsson, Markku Juhola               | 39,30    | [ 2 ] |
| 6    | Wielka Brytania | Les Piggot, Don Halliday, Dave Dear, Brian Green                          | 39,47    |       |
| 7    | Wenezuela       | Humberto Galea, Félix Mata, Alberto Marchán, Jesús Rico                   | 39,74    |       |
| 8    | Kongo           | Antoine Nkounkou, Louis Nkanza, Jean-Pierre Bassegela, Théophile Nkounkou | 39,97    |       |

### Finał
| Poz. | Państwo           | Zawodnicy                                                             | Rezultat | Uwagi |
| ---- | ----------------- | --------------------------------------------------------------------- | -------- | ----- |
| 1    | Stany Zjednoczone | Larry Black, Robert Taylor, Gerald Tinker, Edward Hart                | 38,19    | [ 1 ] |
| 2    | ZSRR              | Aleksandr Kornieluk, Uładzimir Ławiecki, Juris Silovs, Wałerij Borzow | 38,50    | [ 3 ] |
| 3    | RFN               | Jobst Hirscht, Karlheinz Klotz, Gerhard Wucherer, Klaus Ehl           | 38,79    |       |
| 4    | Czechosłowacja    | Jaroslav Matoušek, Juraj Demeč, Jiří Kynos, Luděk Bohman              | 38,82    | [ 4 ] |
| 5    | NRD               | Manfred Kokot, Bernd Borth, Hans-Jürgen Bombach, Siegfried Schenke    | 38,90    |       |
| 6    | Polska            | Stanisław Wagner, Tadeusz Cuch, Jerzy Czerbniak, Zenon Nowosz         | 39,03    |       |
| 7    | Francja           | Patrick Bourbeillon, Jean-Pierre Grès, Gérard Fenouil, Bruno Cherrier | 39,14    |       |
| 8    | Włochy            | Vincenzo Guerini, Ennio Preatoni, Luigi Benedetti, Pietro Mennea      | 39,14    |       |